# Celaguantes
Celaguantes (llamada oficialmente San Xulián de Celaguantes) es una parroquia y una entidad de población del municipio español de La Peroja, en la provincia de Orense, Galicia.

## Toponimia
La parroquia también es conocida por el nombre de San Julián de Celaguantes.

## Organización territorial
La parroquia está formada por diez entidades de población, constando seis de ellas en el nomenclátor del Instituto Nacional de Estadística español:
- Celaguantes
- Enfesta
- Forxán
- Lamas
- A Lamiña
- Paleira
- Poín de Abaixo
- Poín de Arriba
- Quintela
- Santabaia

## Demografía
La entidad de población de Celaguantes no consta ni en la base de datos del INE ni en la del IGE por lo que se desconocen los datos demográficos de la misma.

### Parroquia
| Gráfica de evolución demográfica de Celaguantes (parroquia) entre 2000 y 2023 |
|                                                                               |
| Datos según el nomenclátor publicado por el INE.                              |